# Espagnolas et Boyardinos
Espagnolas et Boyardinos est une folie-vaudeville en deux actes d'Eugène Labiche, représentée pour la première fois à Paris, au Théâtre du Palais-Royal, le 7 juin 1854.

Marc-Michel a collaboré à l'écriture.

## Distribution
| Acteurs et actrices ayant créé les rôles                |                   |
| Personnage                                              | Acteur ou actrice |
| Crétinowitch, boyard russe                              | Grassot           |
| Gigomir, son fils                                       | Hyacinthe         |
| Château-Margot, commis voyageur français                | René Luguet       |
| Krapouskine, serf au service du boyard                  | M. Octave         |
| Oursika de Gabachkine, jeune russe, majeure             | Mme Thierret      |
| Babiole, modiste française                              | Mlle Azimont      |
| Rosita, Espagnole, directrice de la troupe des danseurs | Mlle Désirée      |